# Innocenzo Conti

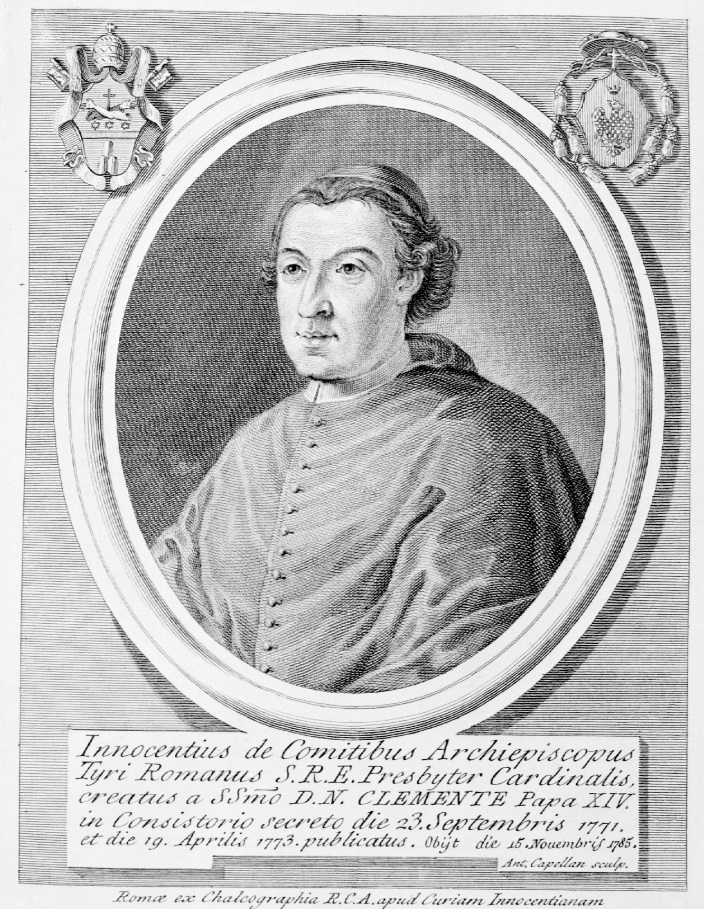
Innocenzo Conti (etwa 1775–1785)

Innocenzo Conti (* 8. Februar 1731 in Rom; † 15. November 1785 in Frascati) war Kardinal der römisch-katholischen Kirche. Zuvor war er ab 1770 Apostolischer Nuntius in Portugal.

## Leben
Innocenzo wurde als Sohn von Stefano Conti geboren und wurde 1752 als Doktor beider Rechte promoviert. Er begann anschließend seine Laufbahn an der römischen Kurie und wurde 1760 von Papst Clemens XIII. zum Sekretär der Kongregation für Ablässe und die heiligen Reliquien ernannt. Ab 1764 war Conti Auditor der Römischen Rota.
Papst Clemens XIV. ernannte ihn am 26. November 1769 zum Apostolischen Nuntius im Königreich Portugal und kurz darauf zum Titularerzbischof von Tyrus. Die Bischofsweihe spendete ihm am 26. Dezember 1769 Kardinal Marcantonio Colonna. Am 3. Januar 1770 trat er sein Amt als Nuntius offiziell an, dieses war zuvor seit 1760 wegen Konflikten des Papstes mit Portugal um die Vertreibung der Jesuiten unbesetzt gewesen. Am 4. Juli 1770 wurde Conti vom portugiesischen König Joseph I. empfangen, eine Woche später von dessen Erstem Minister Sebastião José de Carvalho e Melo, der ihm gegenüber seine Hoffnung auf eine Verständigung mit dem Heiligen Stuhl bekräftigte. Im Konsistorium am 23. September 1771 nahm ihn Clemens XIV. als Kardinal in pectore ins Kardinalskollegium auf, die Erhebung wurde aber erst 1773 veröffentlicht. Ebenfalls 1773 wurde Conti als Apostolischer Nuntius abberufen.
Nach Rom zurückgekehrt, genoss er die Unterstützung der Regierungen in Portugal, Frankreich und Spanien. Dies zeigte sich auch im Konklave nach dem Tod Clemens’ XIV. im Jahr 1774, in dem Kardinal Conti zeitweise dreizehn Stimmen auf sich vereinigen konnte. Der dann gewählte Papst Pius VI. ernannte ihn 1775 auf Druck Portugals zum Sekretär der Breven. Kardinal Conti war unter Pius VI. zudem Mitglied mehrerer Kardinalskongregationen, unter anderem der Konzilskongregation und der Heiligen Ritenkongregation.
Innocenzo Conti starb 1785 in der Villa der Familie Conti und wurde in seiner römischen Titelkirche Santa Maria in Aracoeli beigesetzt.